# Fromeréville-les-Vallons
Fromeréville-les-Vallons est une commune française située dans le département de la Meuse, en Lorraine, dans la région administrative Grand Est.

## Géographie
À 5 km de Sivry-la-Perche et 7 km de Thierville-sur-Meuse. À 10 km de Verdun.

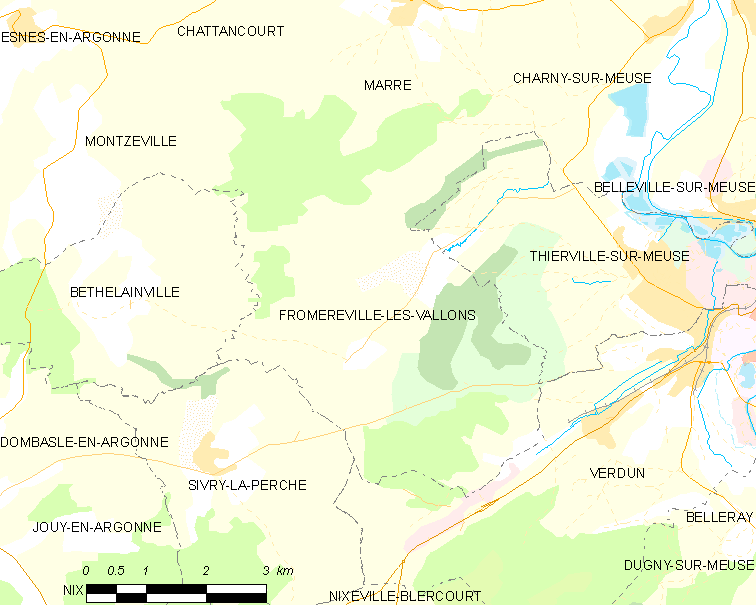
Carte de la commune.
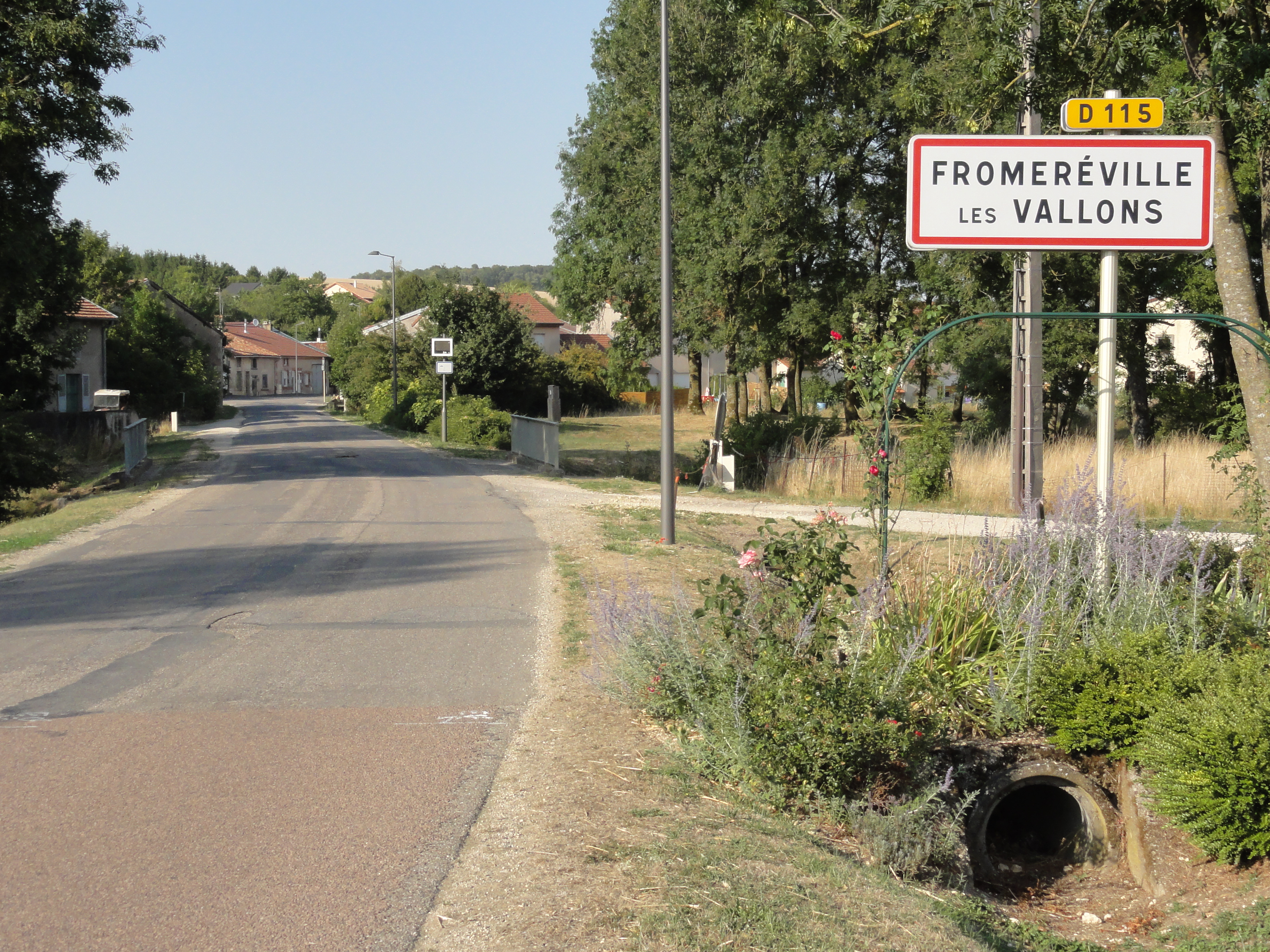
Entrée de Fromeréville-les-Vallons.

| Béthelainville  | Béthelainville           | Thierville-sur-Meuse |
| Sivry-la-Perche | Fromeréville-les-Vallons | Thierville-sur-Meuse |
| Sivry-la-Perche | Sivry-la-Perche          | Landrecourt-Lempire  |

### Hydrographie
La commune est dans le bassin versant de la Meuse au sein du bassin Rhin-Meuse. Elle est drainée par le ruisseau de Fromereville et le ruisseau de Bamont,.

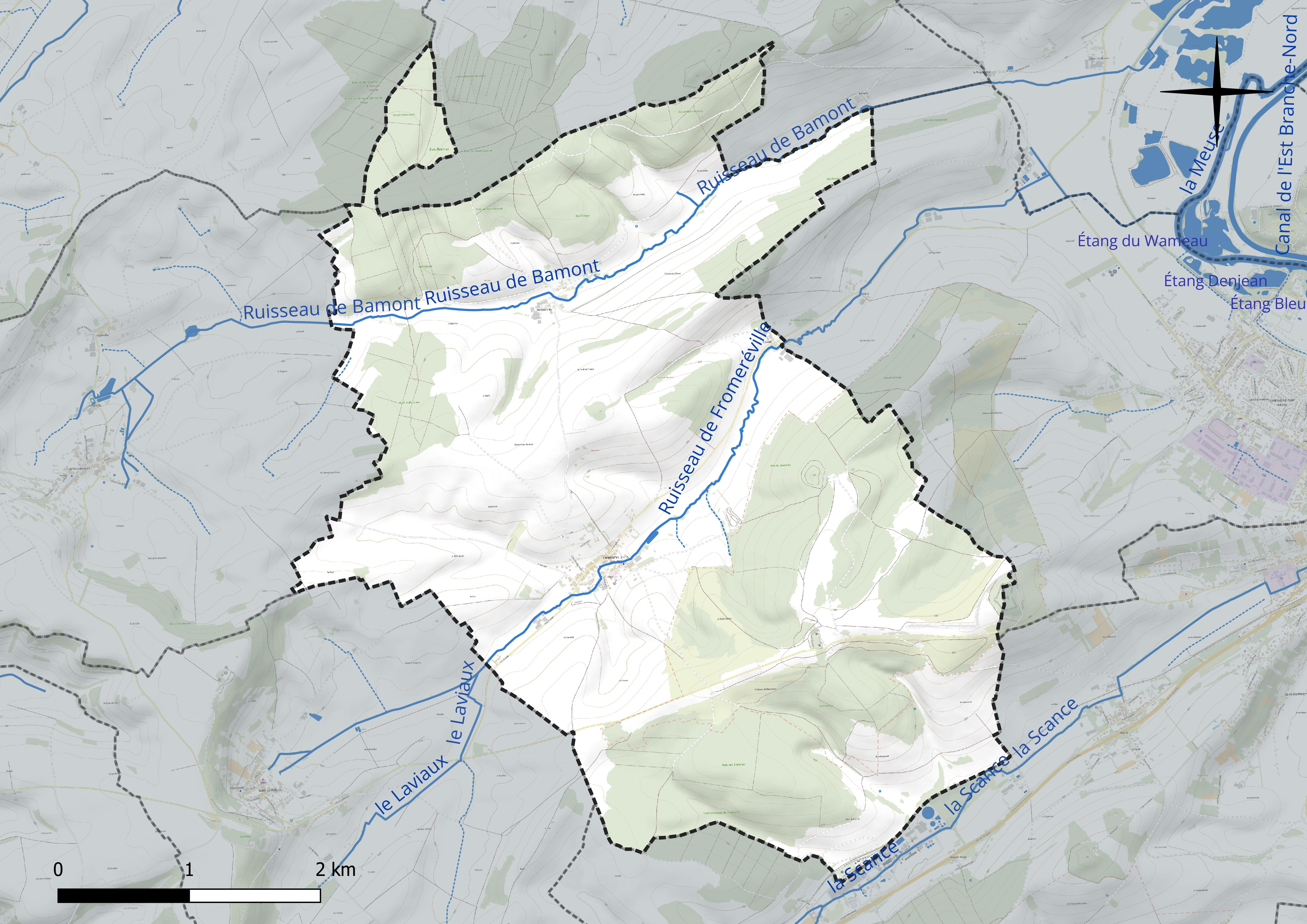
Réseau hydrographique de Fromeréville-les-Vallons.

### Climat
Pour des articles plus généraux, voir Climat du Grand Est et Climat de la Meuse.
En 2010, le climat de la commune est de type climat de montagne, selon une étude du Centre national de la recherche scientifique s'appuyant sur une série de données couvrant la période 1971-2000. En 2020, Météo-France publie une typologie des climats de la France métropolitaine dans laquelle la commune est exposée à un climat océanique altéré et est dans la région climatique  Lorraine, plateau de Langres, Morvan, caractérisée par un hiver rude (1,5 °C), des vents modérés et des brouillards fréquents en automne et hiver. 
Pour la période 1971-2000, la température annuelle moyenne est de 9,5 °C, avec une amplitude thermique annuelle de 15,6 °C. Le cumul annuel moyen de précipitations est de 978 mm, avec 14 jours de précipitations en janvier et 9,6 jours en juillet. Pour la période 1991-2020, la température moyenne annuelle observée sur la station météorologique de Météo-France la plus proche, « Aubréville_sapc », sur la commune d'Aubréville à 15 km à vol d'oiseau, est de 10,9 °C et le cumul annuel moyen de précipitations est de 854,3 mm. 
La température maximale relevée sur cette station est de 41,8 °C, atteinte le 25 juillet 2019 ; la température minimale est de −15,7 °C, atteinte le 20 décembre 2009,,. 
Les paramètres climatiques de la commune ont été estimés pour le milieu du siècle (2041-2070) selon différents scénarios d'émission de gaz à effet de serre à partir des nouvelles projections climatiques de référence DRIAS-2020. Ils sont consultables sur un site dédié publié par Météo-France en novembre 2022.

## Urbanisme

### Typologie
Au 1er janvier 2024, Fromeréville-les-Vallons est catégorisée commune rurale à habitat dispersé, selon la nouvelle grille communale de densité à sept niveaux définie par l'Insee en 2022.
Elle est située hors unité urbaine. Par ailleurs la commune fait partie de l'aire d'attraction de Verdun, dont elle est une commune de la couronne,. Cette aire, qui regroupe 103 communes, est catégorisée dans les aires de moins de 50 000 habitants,.

### Occupation des sols
L'occupation des sols de la commune, telle qu'elle ressort de la base de données européenne d’occupation biophysique des sols Corine Land Cover (CLC), est marquée par l'importance des territoires agricoles (54,9 % en 2018), une proportion identique à celle de 1990 (54,9 %). La répartition détaillée en 2018 est la suivante : 
terres arables (43,6 %), forêts (34,9 %), milieux à végétation arbustive et/ou herbacée (10,1 %), prairies (5,8 %), zones agricoles hétérogènes (5,6 %), zones industrielles ou commerciales et réseaux de communication (0,2 %). L'évolution de l’occupation des sols de la commune et de ses infrastructures peut être observée sur les différentes représentations cartographiques du territoire : la carte de Cassini (XVIIIe siècle), la carte d'état-major (1820-1866) et les cartes ou photos aériennes de l'IGN pour la période actuelle (1950 à aujourd'hui).

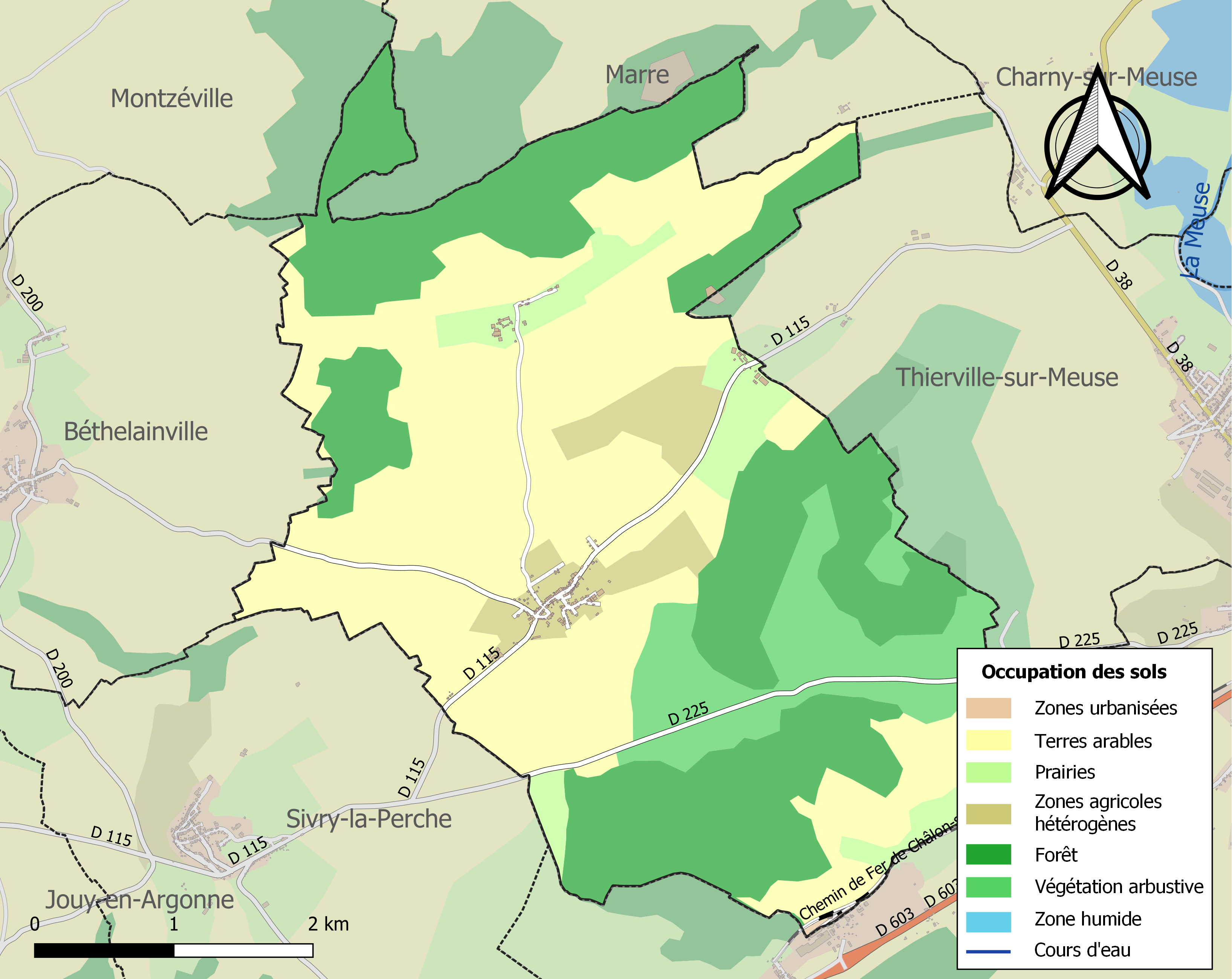
Carte des infrastructures et de l'occupation des sols de la commune en 2018 (CLC).

## Toponymie
Le nom de la localité est attesté sous les formes Frumerevilla (1153) ; Fremerevilla (1158) ; Fremereville (1240) ; Fremeville (1250) ; Fremereiville (1326) ; Fromereyville (1530) ; Fraveronville (1564) ; Fromerevilla (1738).

-les-Vallons est le surnom du village, il a été ajouté en 1924, par arrêté préfectoral du 23.12.1924, (J.O., 1925, 1, 269).

## Politique et administration
| Période                                  | Période   | Identité                                         | Étiquette | Qualité |
| ---------------------------------------- | --------- | ------------------------------------------------ | --------- | ------- |
| Les données manquantes sont à compléter. |           |                                                  |           |         |
| avant 1981                               |           | Antoine Charlet                                  |           |         |
| mars 2001                                | mars 2014 | Alain Doyen                                      |           |         |
| mars 2014                                | en cours  | Angélique Santus Réélue pour le mandat 2020-2026 |           | Cadre   |

## Démographie
L'évolution du nombre d'habitants est connue à travers les recensements de la population effectués dans la commune depuis 1793. Pour les communes de moins de 10 000 habitants, une enquête de recensement portant sur toute la population est réalisée tous les cinq ans, les populations de référence des années intermédiaires étant quant à elles estimées par interpolation ou extrapolation. Pour la commune, le premier recensement exhaustif entrant dans le cadre du nouveau dispositif a été réalisé en 2007.

En 2022, la commune comptait 212 habitants, en évolution de +0,95 % par rapport à 2016 (Meuse : −4,4 %, France hors Mayotte : +2,11 %).
| 1793 | 1800 | 1806 | 1821 | 1831 | 1836 | 1841 | 1846 | 1851 |
| ---- | ---- | ---- | ---- | ---- | ---- | ---- | ---- | ---- |
| 440  | 417  | 480  | 563  | 539  | 604  | 633  | 642  | 661  |

| 1856 | 1861 | 1866 | 1872 | 1876 | 1881 | 1886 | 1891 | 1896 |
| ---- | ---- | ---- | ---- | ---- | ---- | ---- | ---- | ---- |
| 605  | 600  | 577  | 537  | 563  | 547  | 813  | 456  | 669  |

| 1901 | 1906 | 1911 | 1921 | 1926 | 1931 | 1936 | 1946 | 1954 |
| ---- | ---- | ---- | ---- | ---- | ---- | ---- | ---- | ---- |
| 739  | 791  | 660  | 275  | 251  | 251  | 236  | 217  | 250  |

| 1962 | 1968 | 1975 | 1982 | 1990 | 1999 | 2006 | 2007 | 2012 |
| ---- | ---- | ---- | ---- | ---- | ---- | ---- | ---- | ---- |
| 280  | 249  | 244  | 230  | 258  | 228  | 238  | 239  | 223  |

| 2017 | 2022 | - | - | - | - | - | - | - |
| ---- | ---- | - | - | - | - | - | - | - |
| 209  | 212  | - | - | - | - | - | - | - |

## Culture locale et patrimoine

### Lieux et monuments
- Église Saint-Alban ; chemin de croix peint par Lucien Lantier.
- Monument aux morts.
- Lavoirs, rue de l'Église.
- Plusieurs croix de chemins.

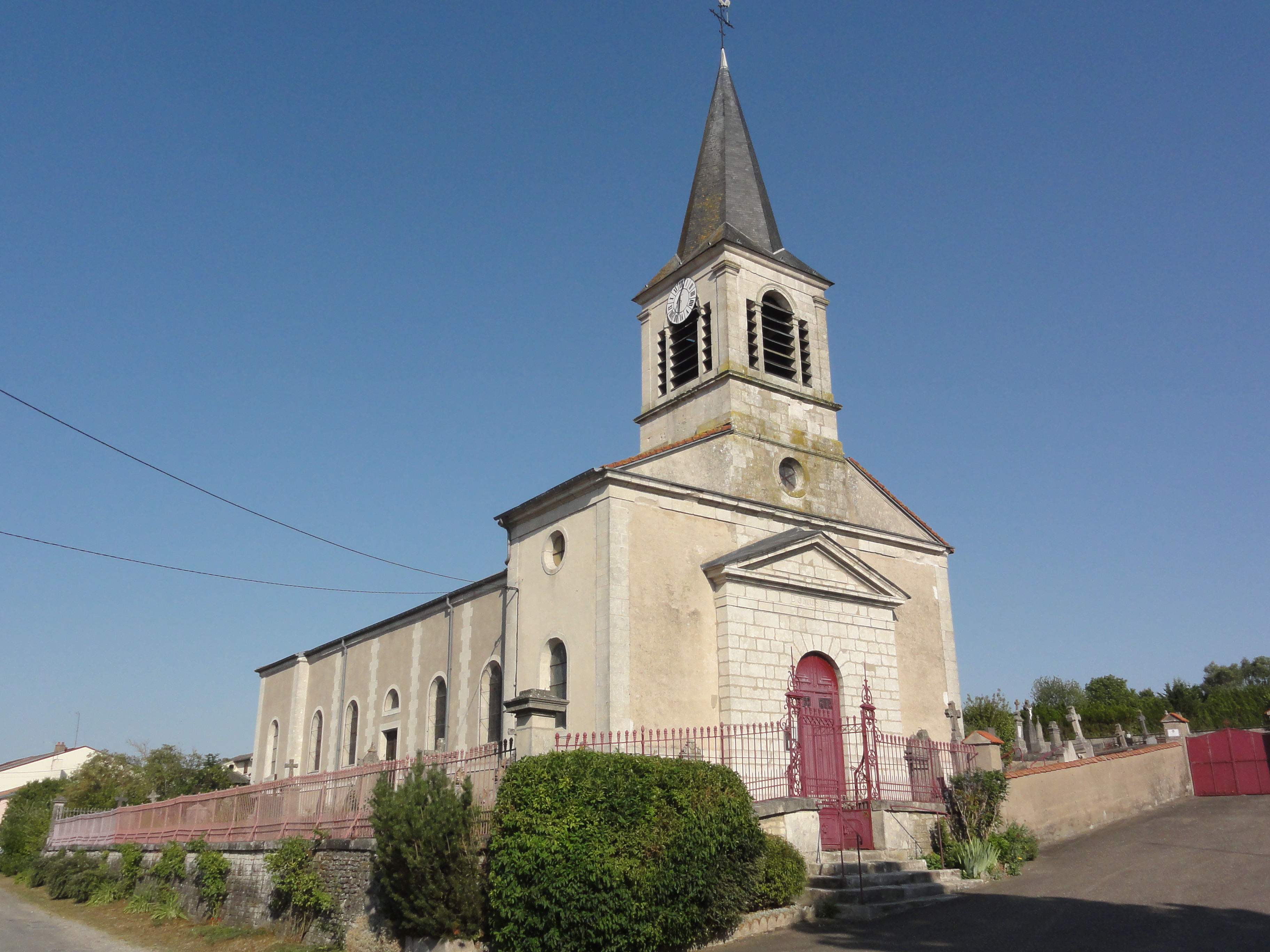
Église Saint-Alban.
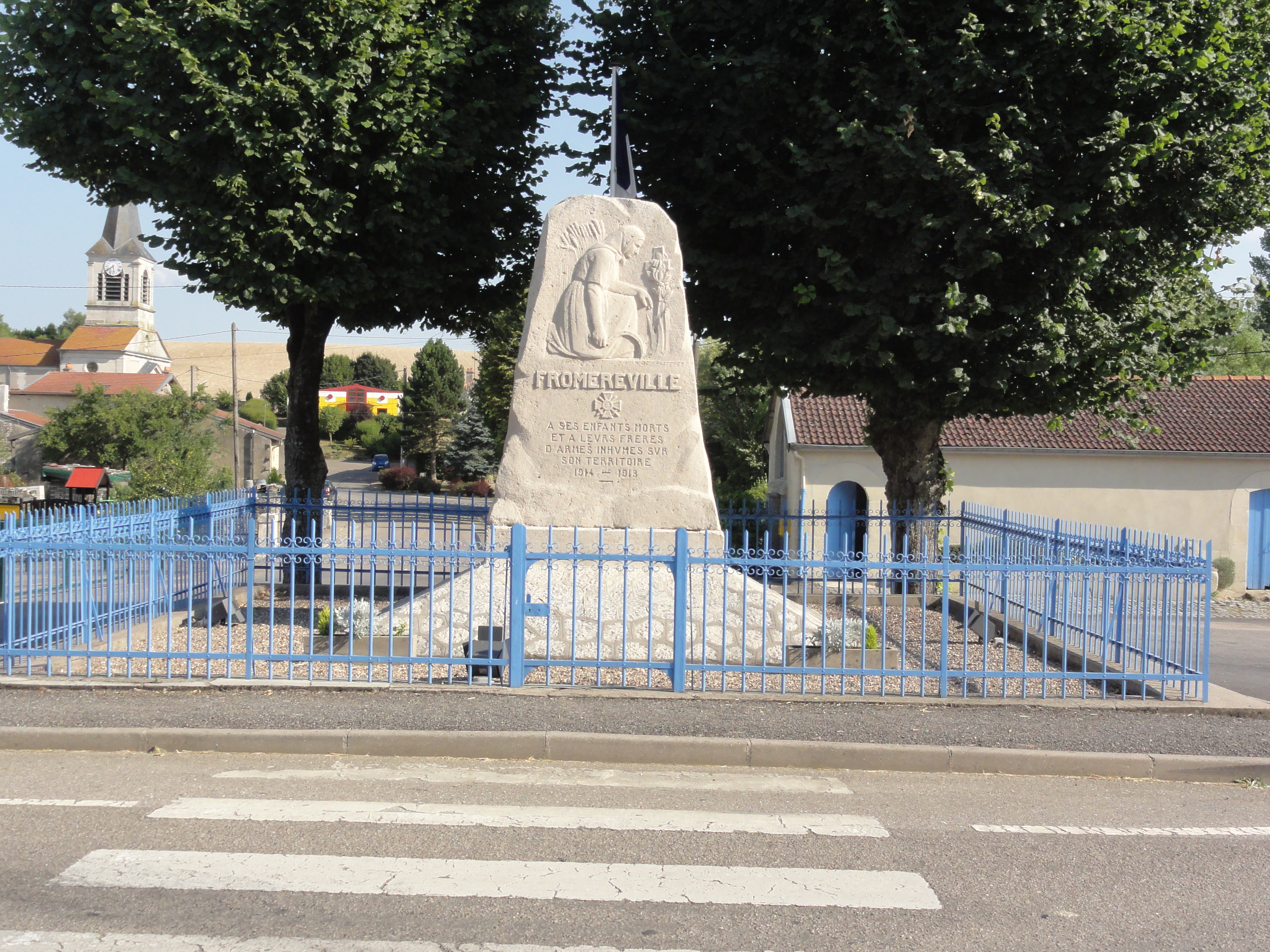
Monument aux morts.
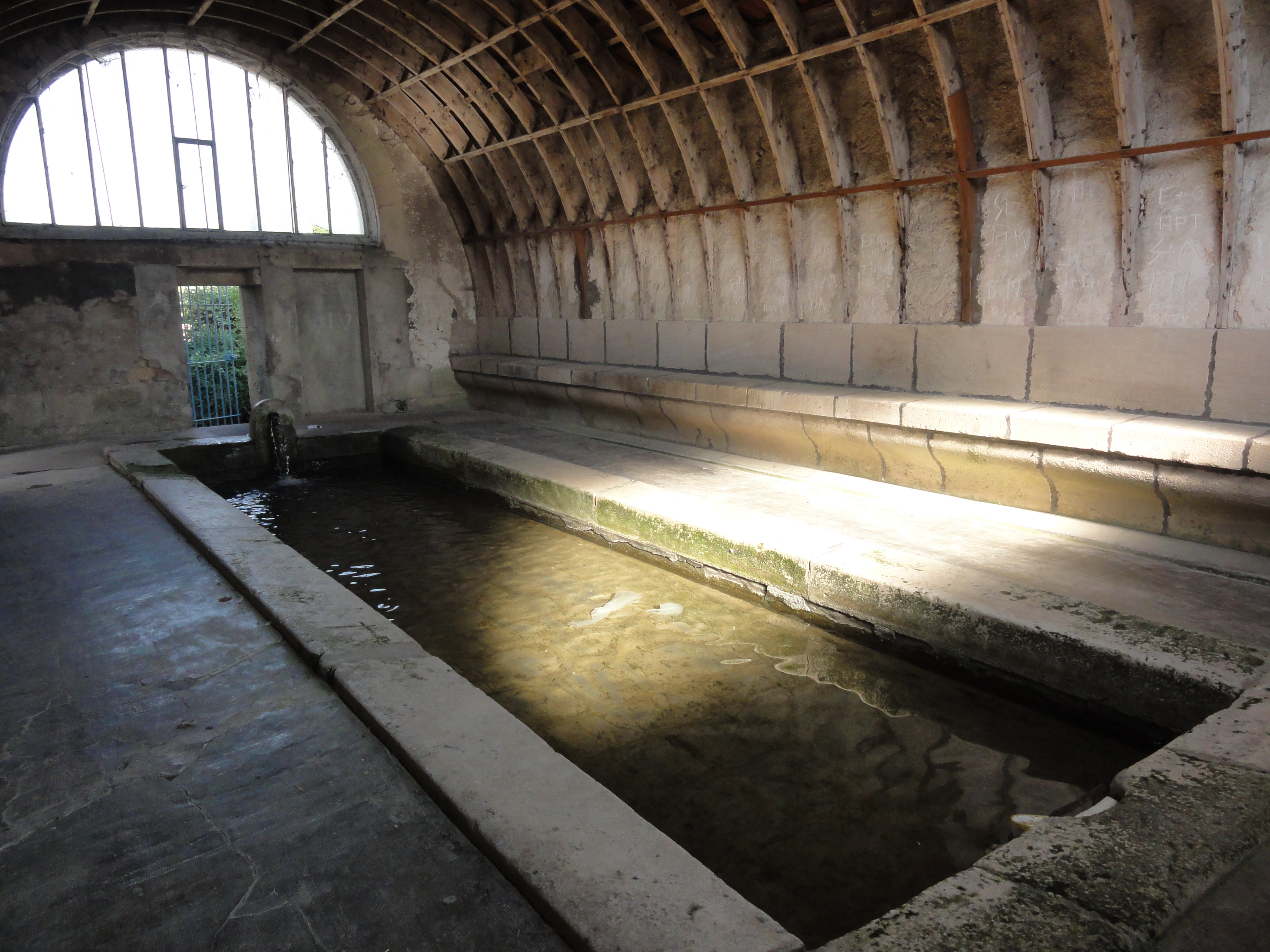
Intérieur d'un lavoir.
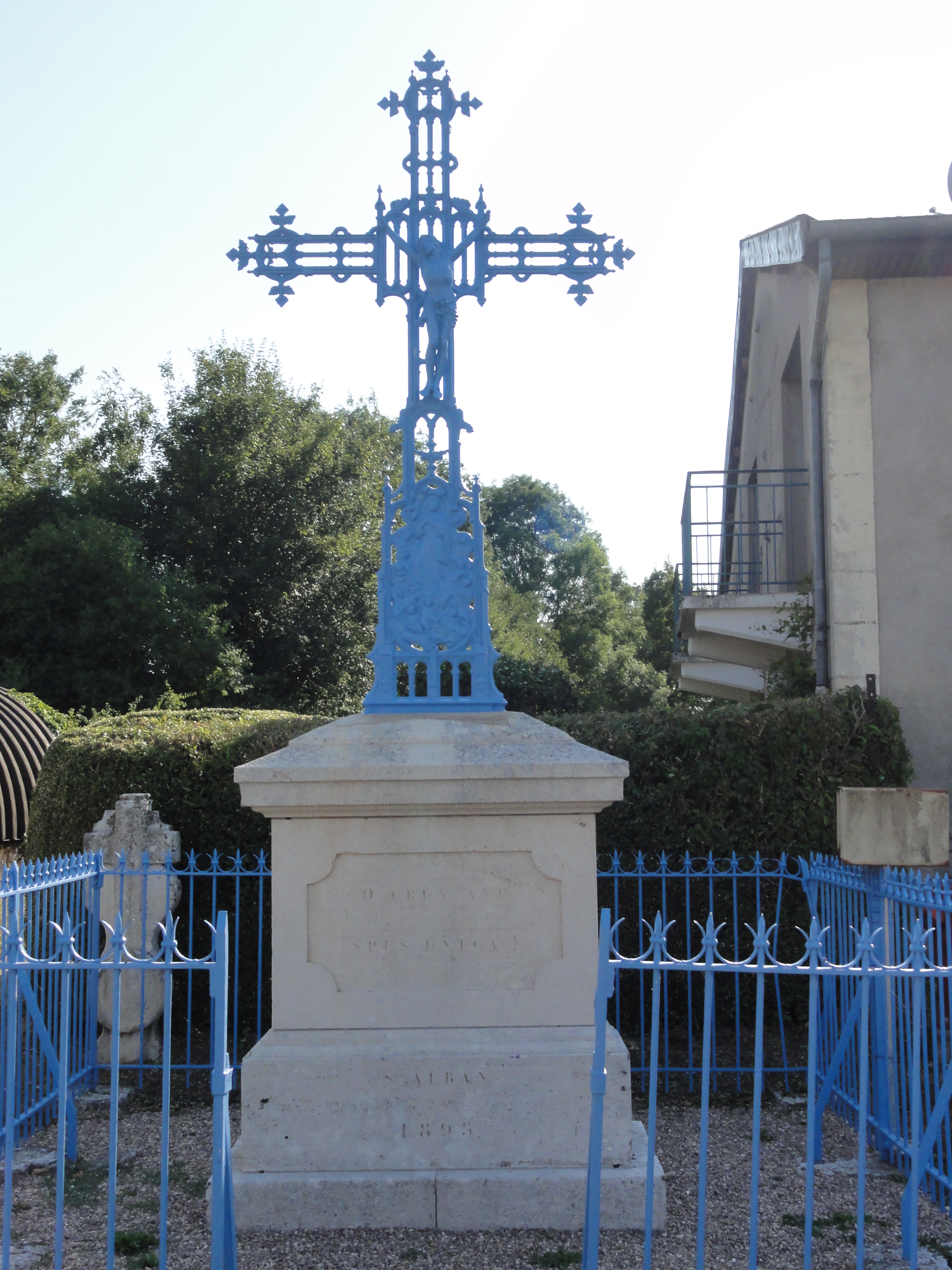
Croix de chemin.
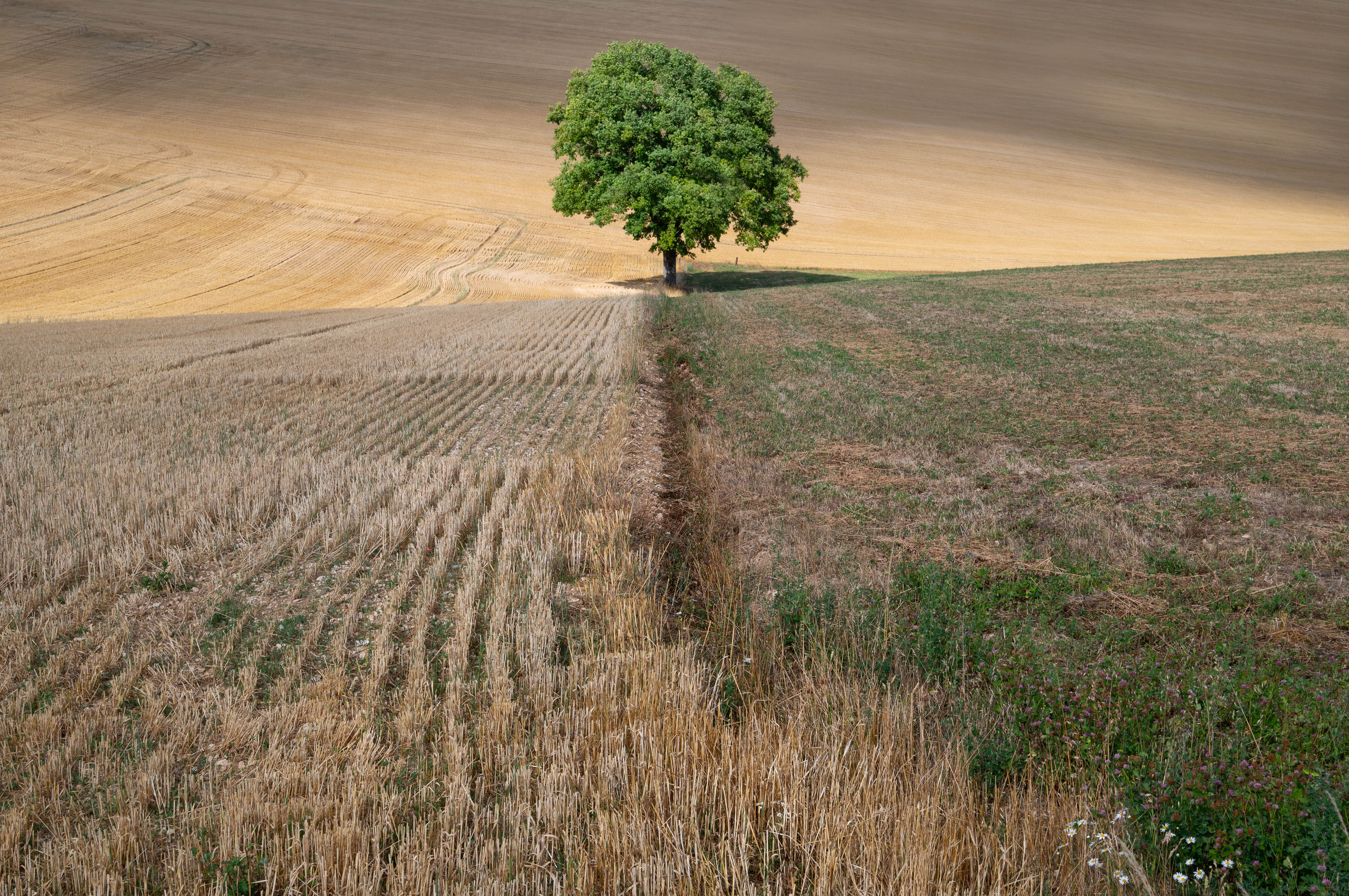
Le Chêne de l'Espoir, Chemin de Germonville

### Héraldique
| Blason de Fromeréville-les-Vallons | Blason  | D'azur au saint Alban d'argent accosté de deux pains longs d'or mis en pal, au chef cousu de gueules à la couronne vallaire d'or. |
| Blason de Fromeréville-les-Vallons | Détails | Chez les Romains, la couronne vallaire était donnée au premier qui pénétrait dans le retranchement ennemi. Elle évoque ici le toponyme de la localité : fruma (le premier) et mar (aspirant à la gloire). Saint Alban est le patron de la paroisse. Les pains rappellent les briques réfractaires pour les fours à pain qui étaient fabriquées au village. Ils illustrent aussi le sobriquet des habitants : les Rasasis (rassasiés de pain d'orge). La commune est titulaire de la Croix de Guerre 1914-1918. Armoiries composées par D. Lacorde et R.A. Louis et adoptées par la commune le 13 mars 2014. |